# بيط لبني اللون
بيط لبني اللون (الاسم العلمي: Bittium lacteum) هو نوع من الرخويات يتبع جنس البيط من الفصيلة القرطيونية.